# Lijst van personen overleden in maart 2022
Dit is een lijst van bekende personen die zijn overleden in maart 2022.

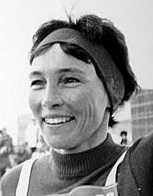
Alevtina Koltsjina
1 maart

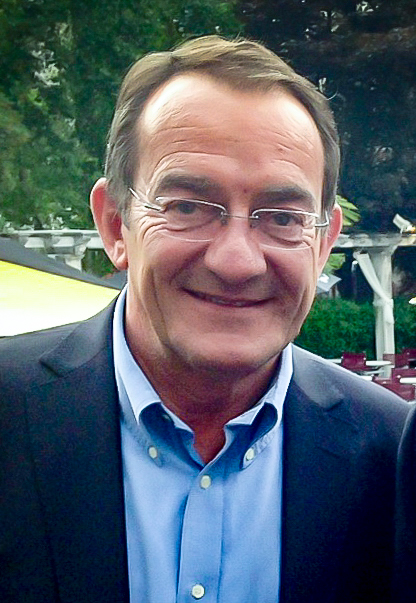
Jean-Pierre Pernaut
2 maart

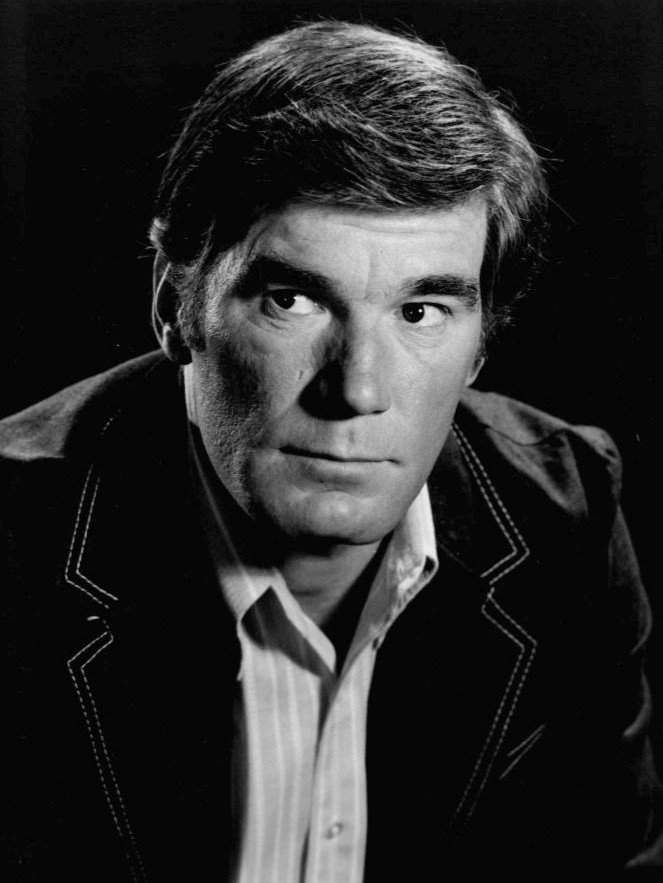
Mitch Ryan
4 maart

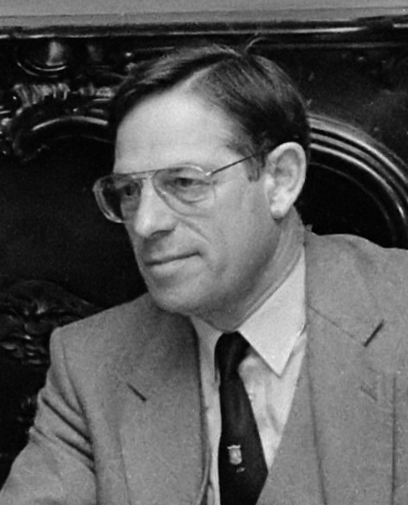
Ad Havermans
8 maart

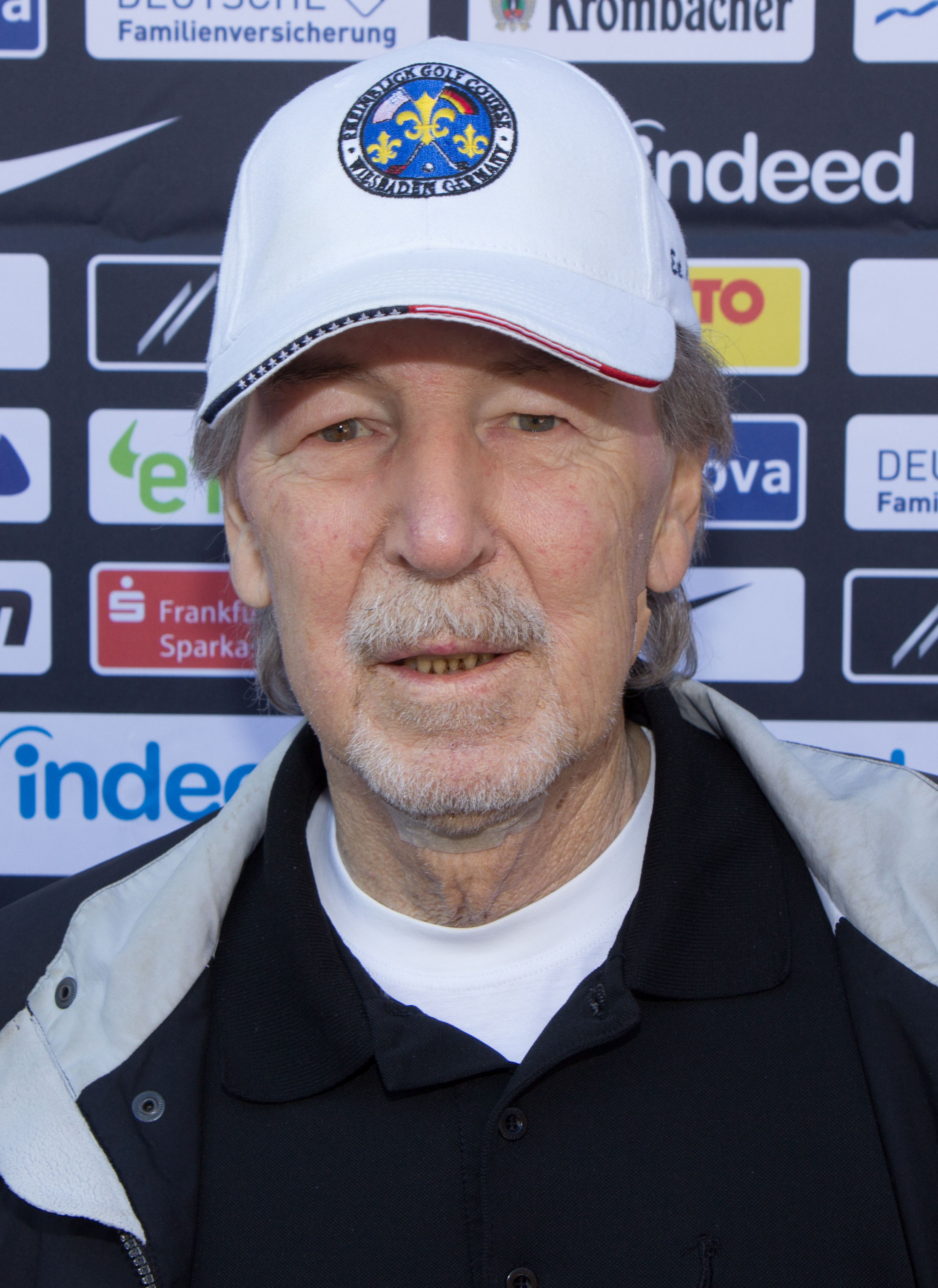
Jürgen Grabowski
10 maart

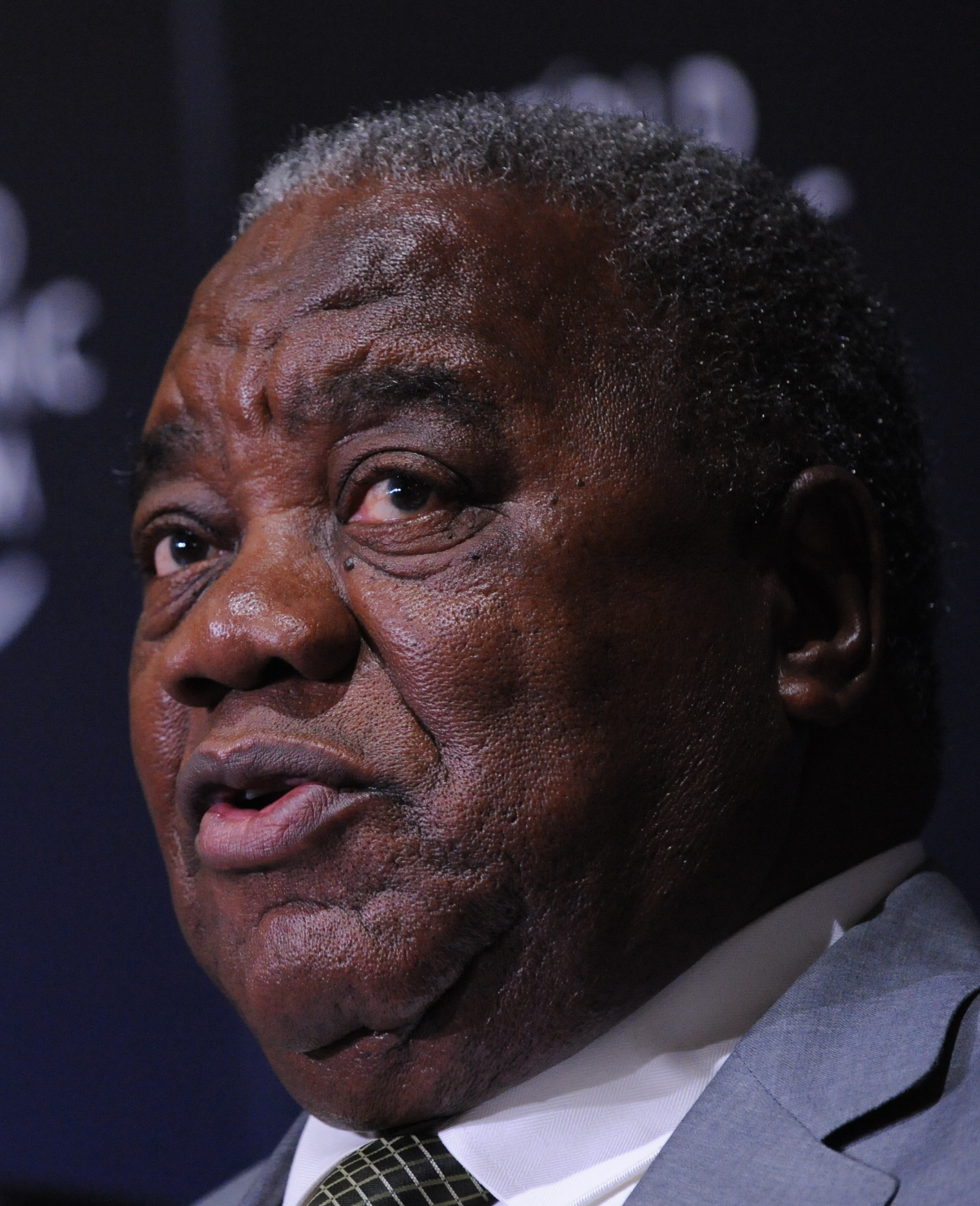
Rupiah Banda
11 maart

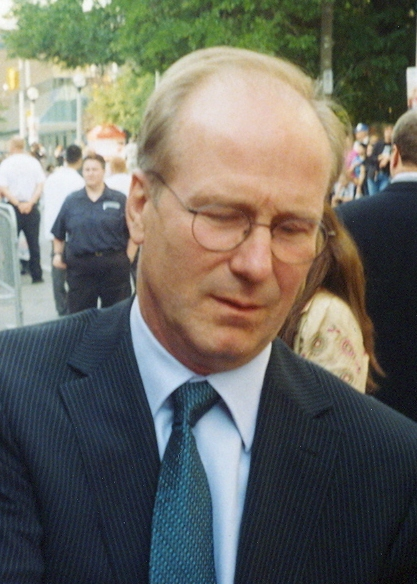
William Hurt
13 maart

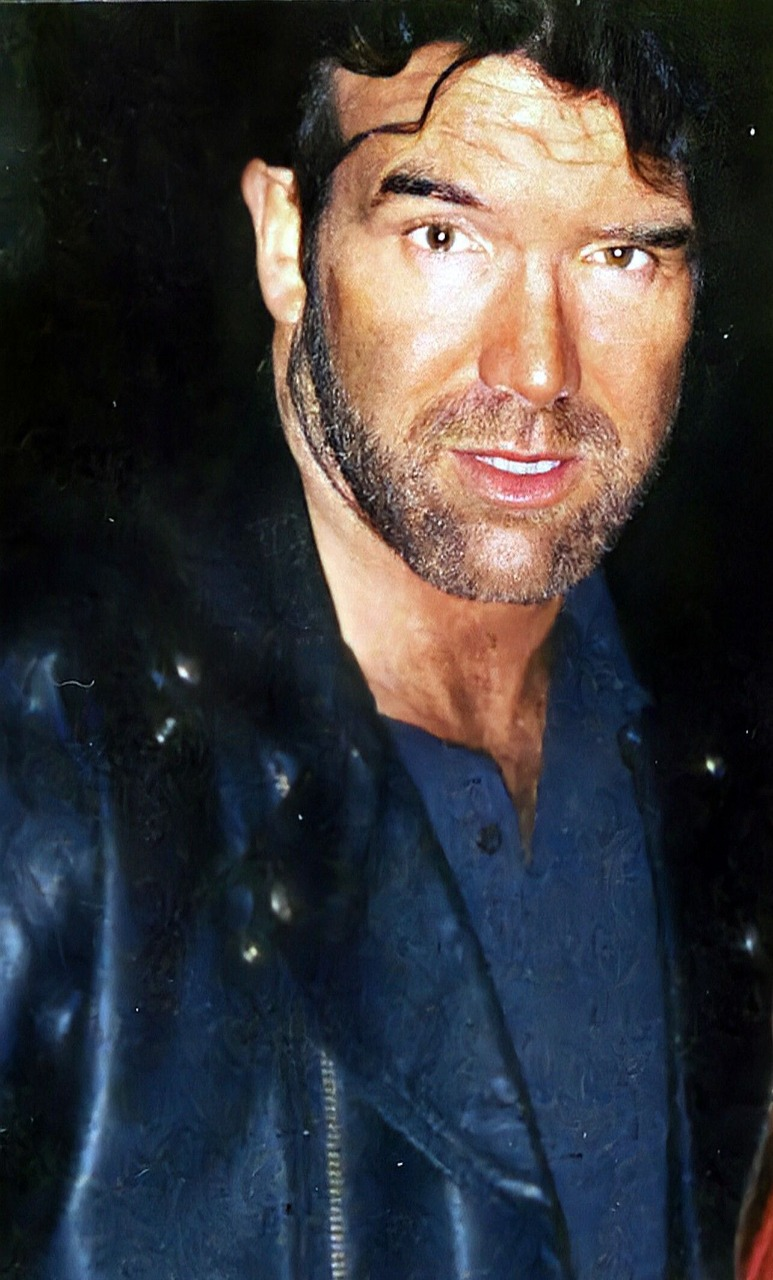
Scott Hall
14 maart

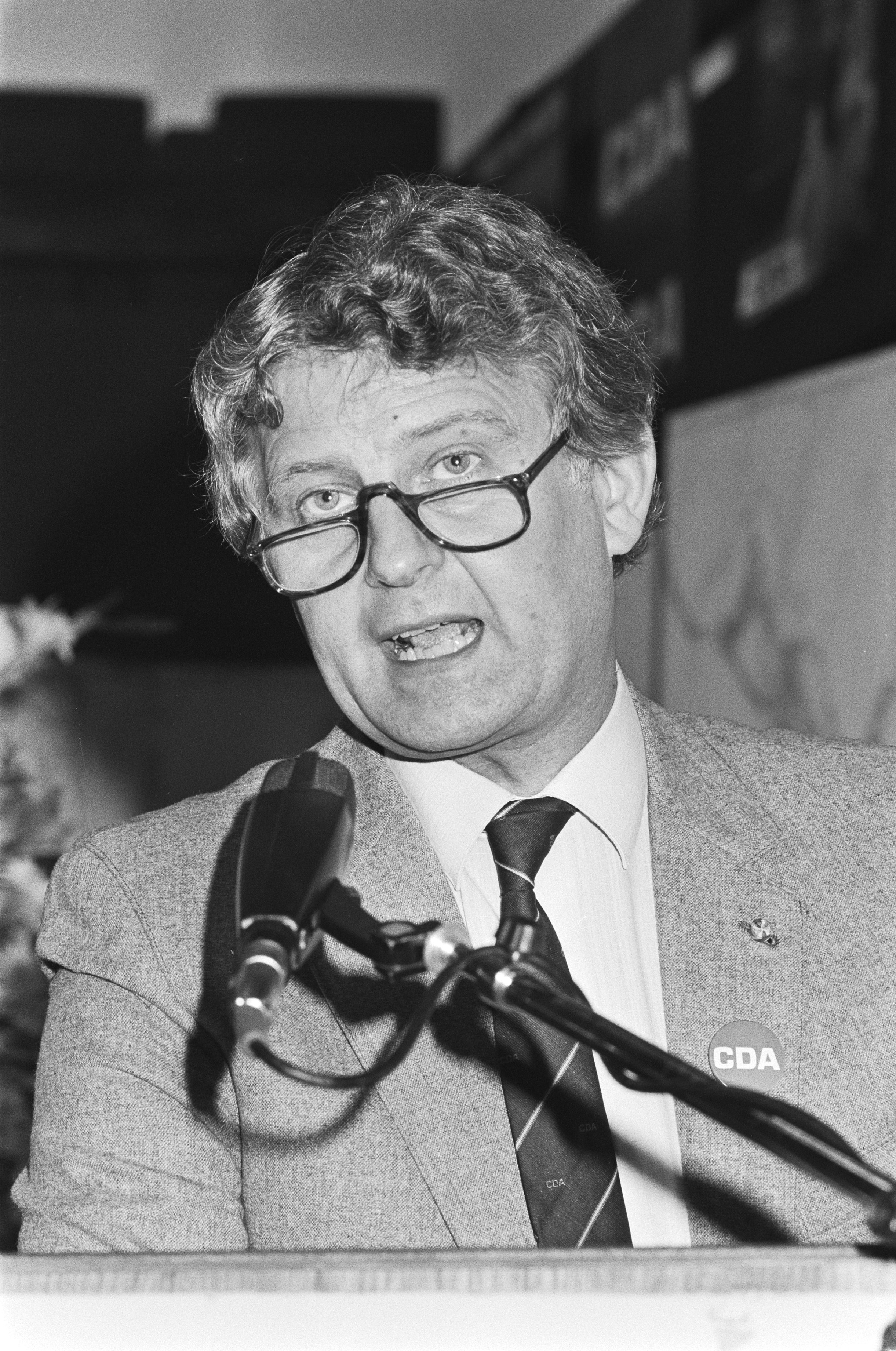
Piet Bukman
15 maart

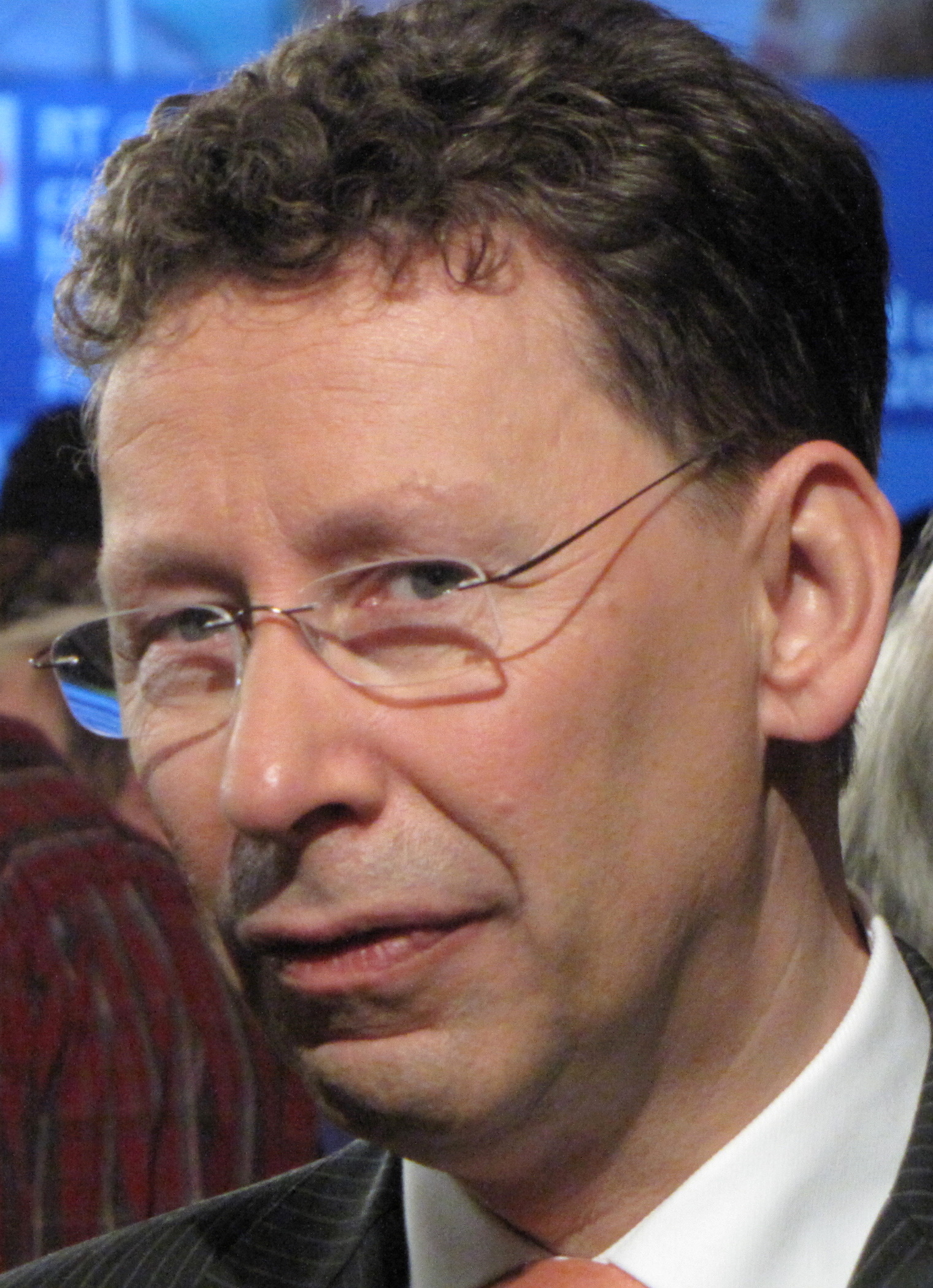
Clemens Cornielje
17 maart

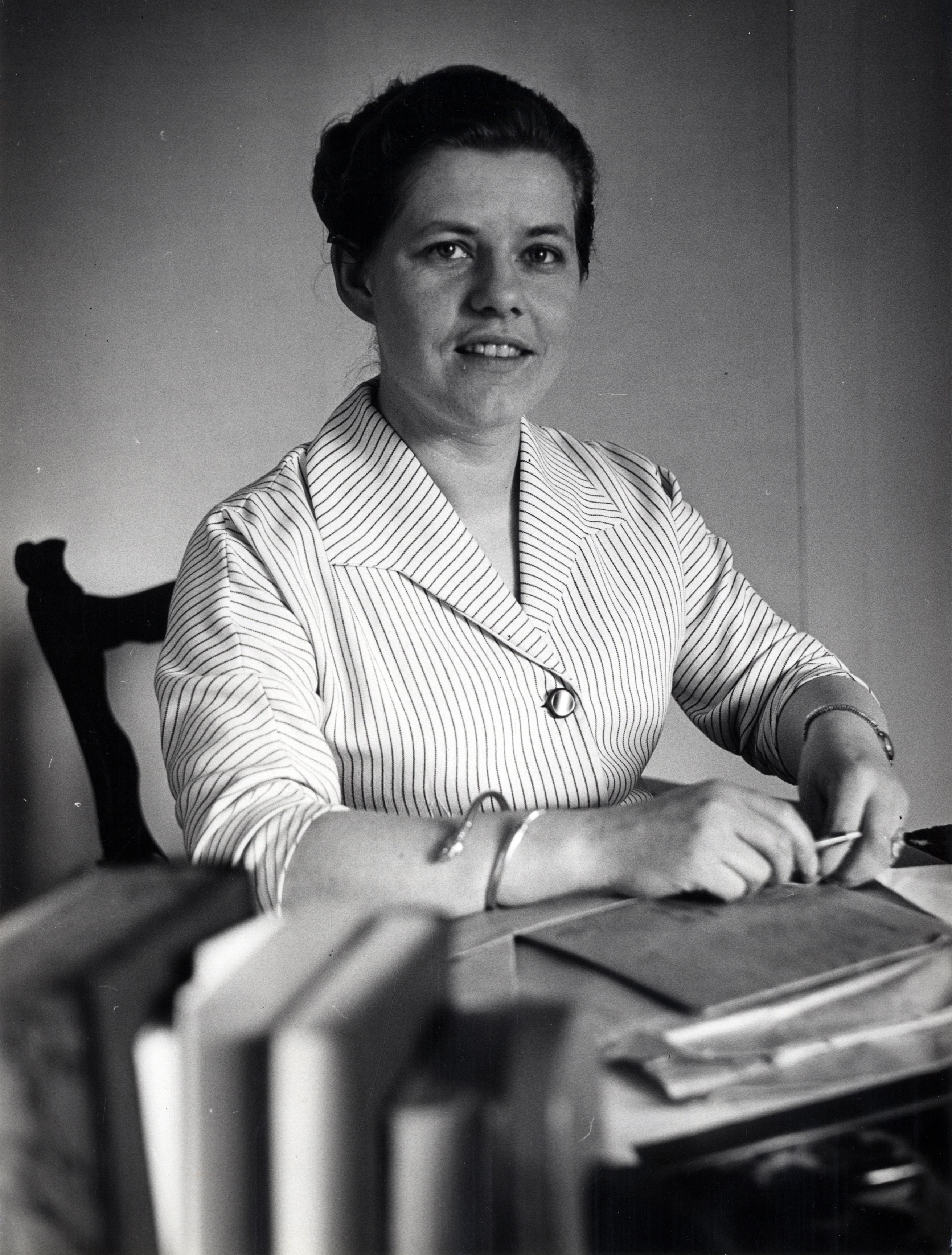
Jopie Knol
18 maart

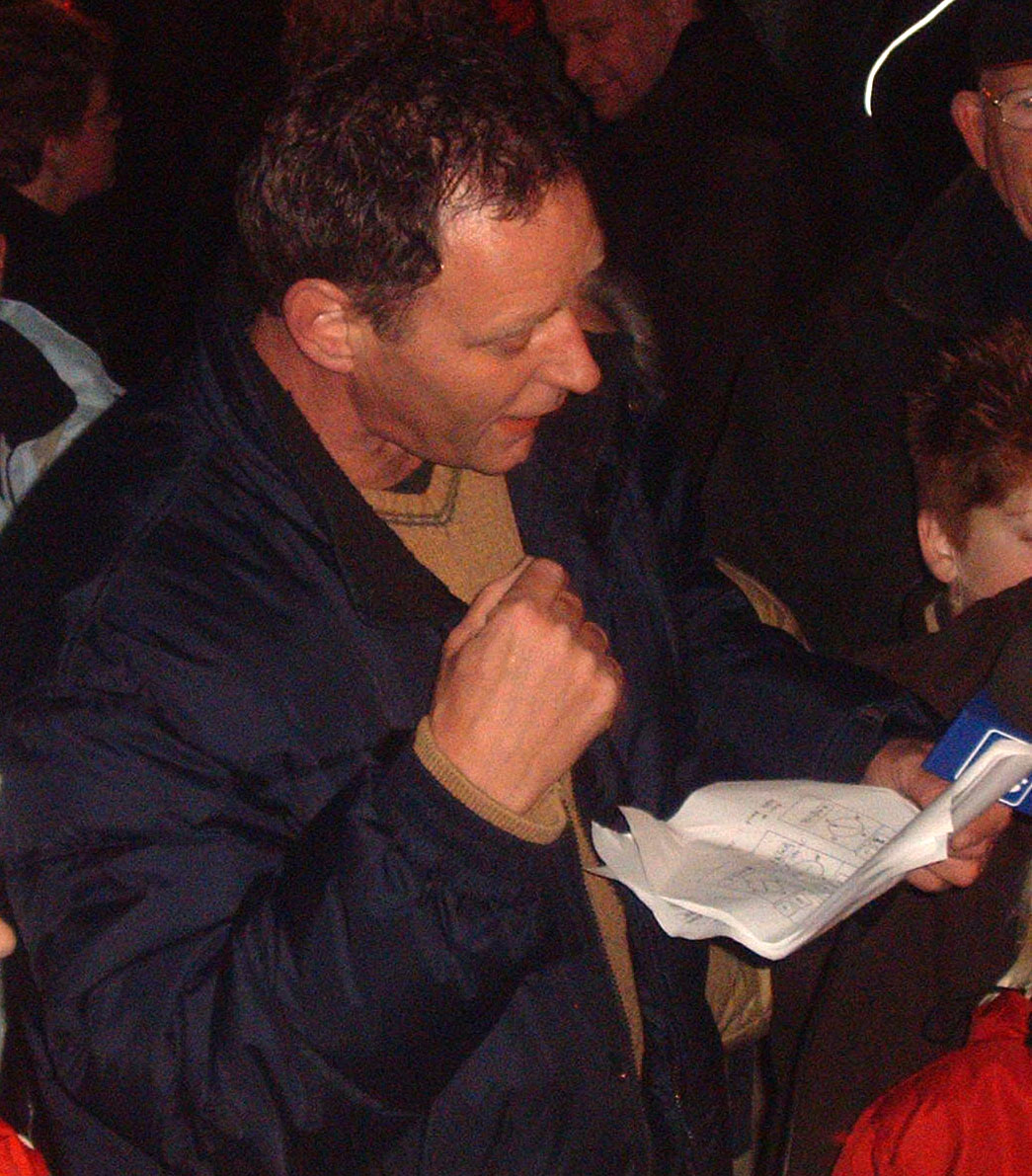
Piet Paulusma
20 maart

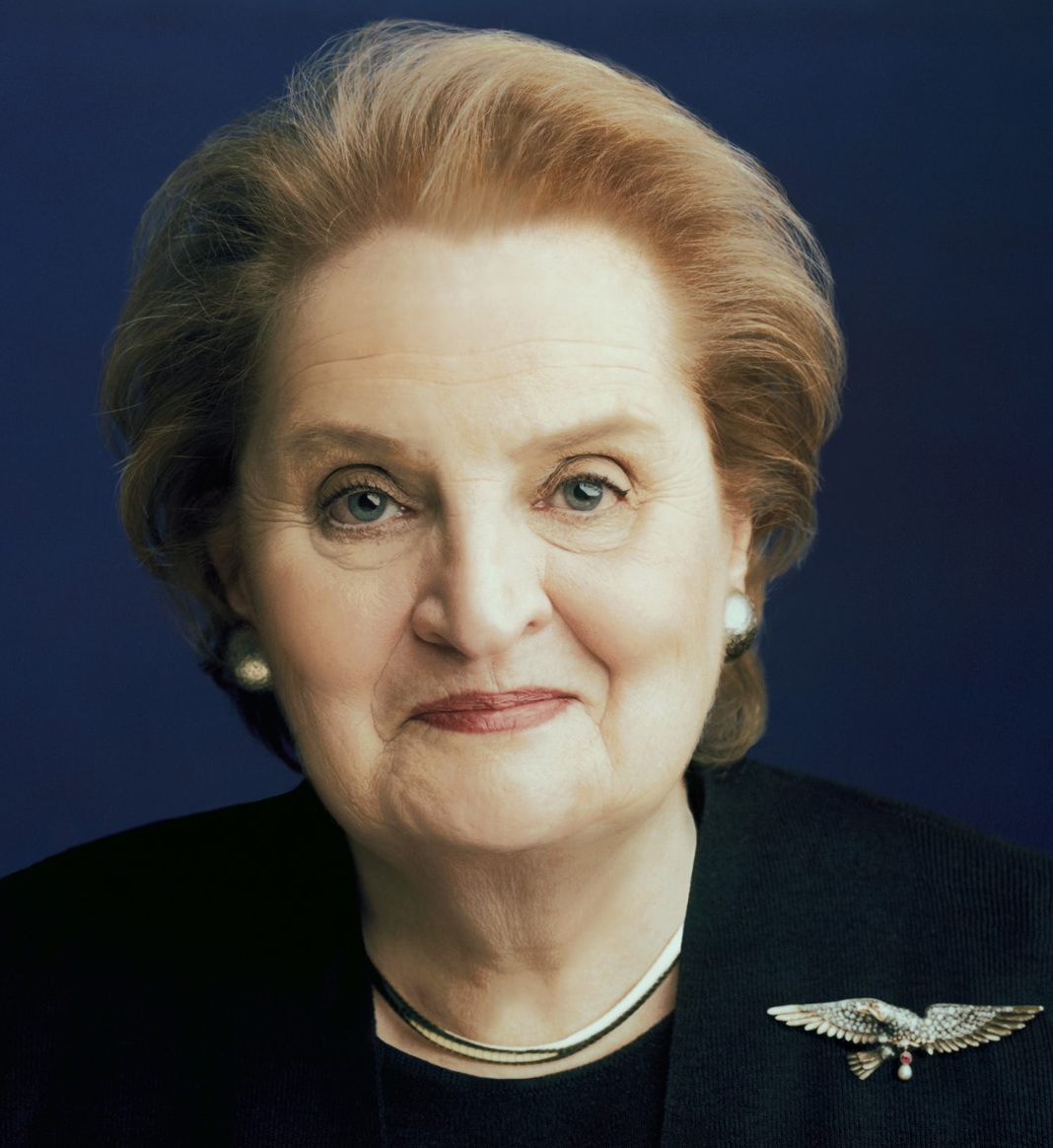
Madeleine Albright
23 maart

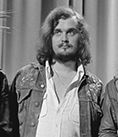
Bert Ruiter
24 maart

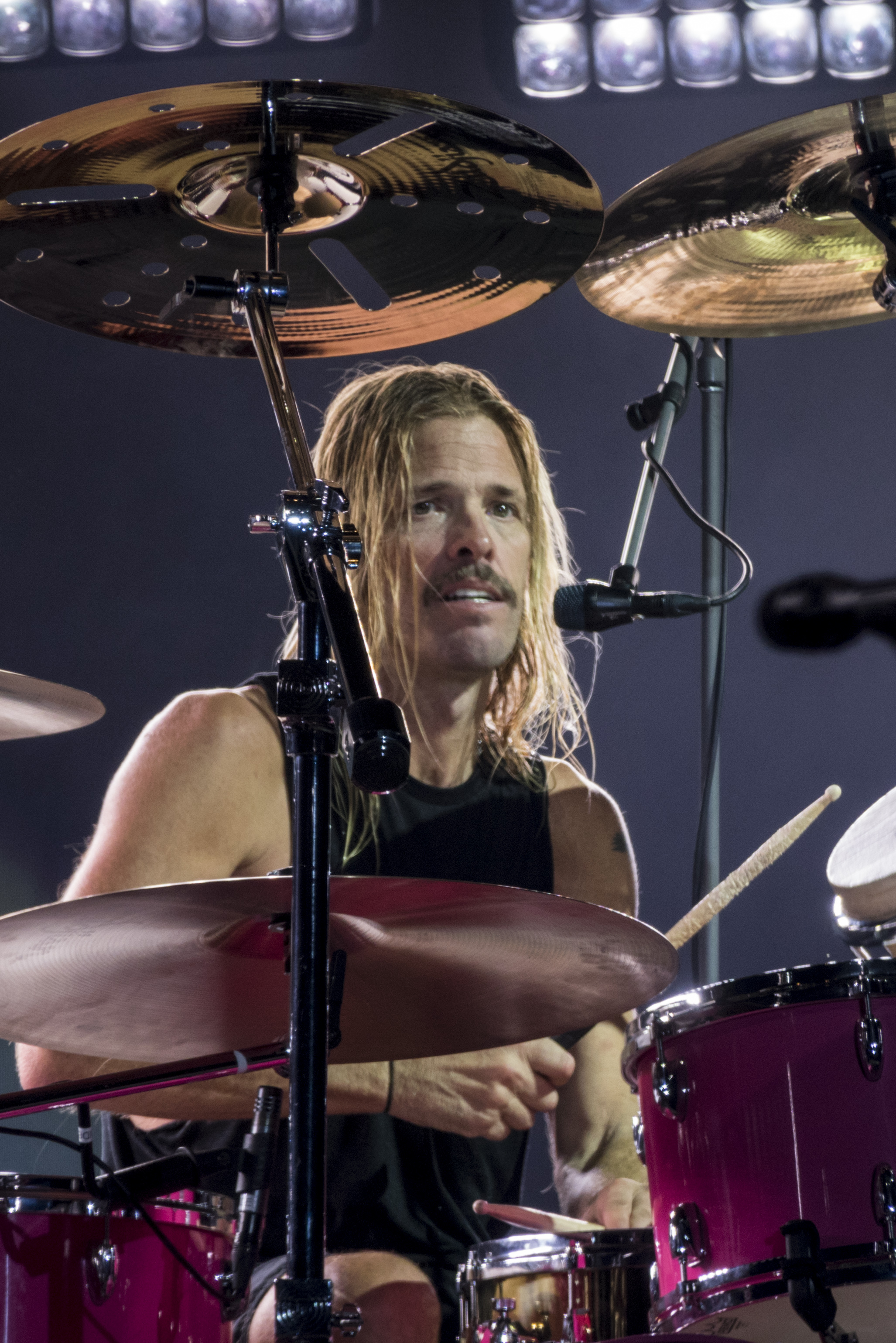
Taylor Hawkins
25 maart

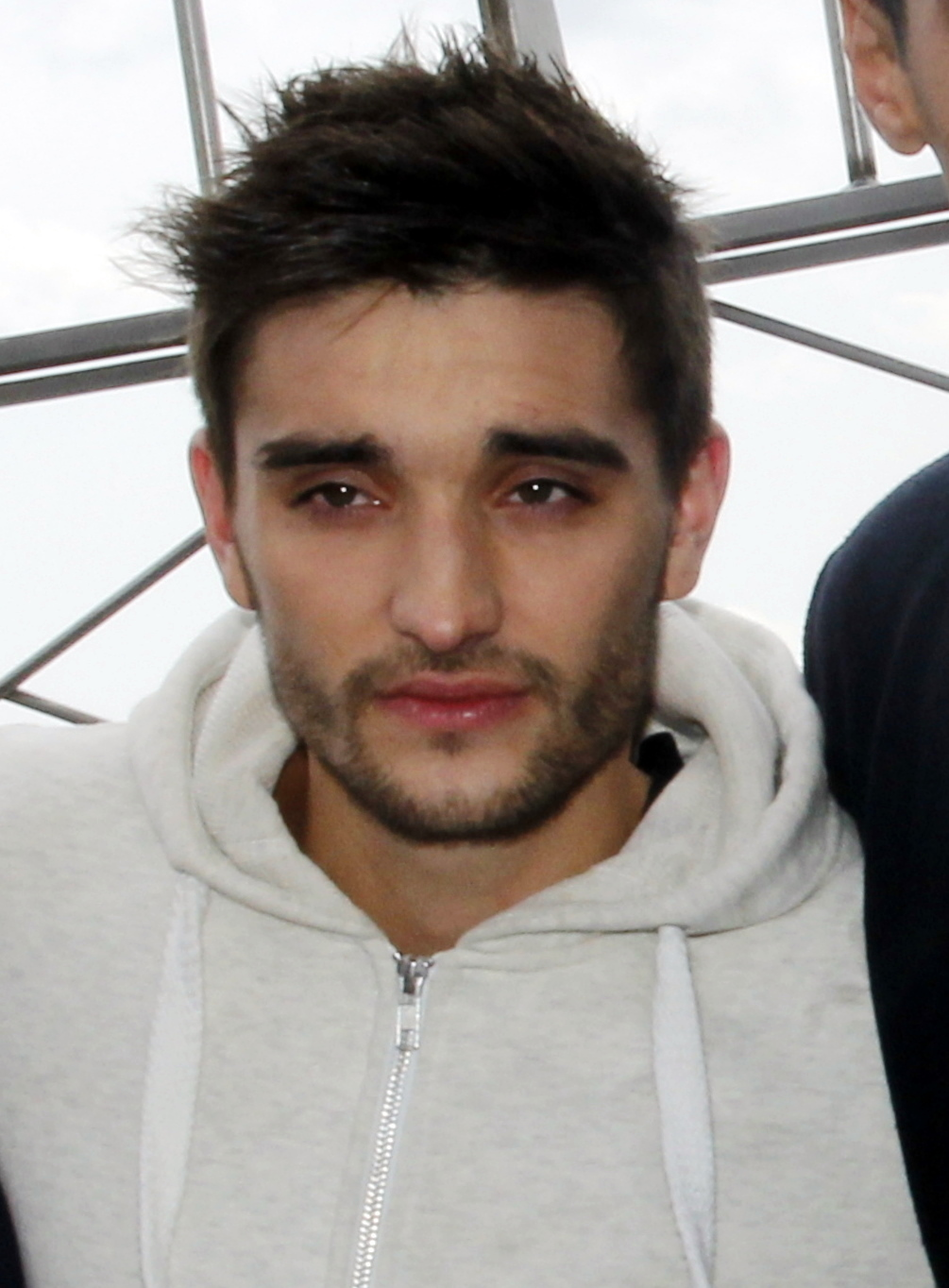
Tom Parker
30 maart

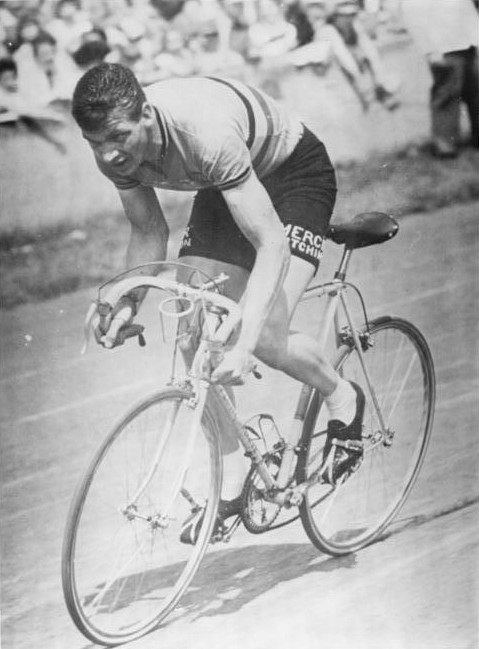
Willy Vanden Berghen
30 maart

| 1 | 2 | 3 | 4 | 5 | 6 | 7 | 8 | 9 | 10 | 11 | 12 | 13 | 14 | 15 | 16 | 17 | 18 | 19 | 20 | 21 | 22 | 23 | 24 | 25 | 26 | 27 | 28 | 29 | 30 | 31 |
| - | - | - | - | - | - | - | - | - | -- | -- | -- | -- | -- | -- | -- | -- | -- | -- | -- | -- | -- | -- | -- | -- | -- | -- | -- | -- | -- | -- |

### 1 maart
- Conrad Janis (94), Amerikaans jazztrombonist en acteur[1]
- Alevtina Koltsjina (91), Russisch langlaufer[2]
- Warner Mack (86), Amerikaans countryzanger en songwriter[3]

### 2 maart
- Johnny Brown (84), Amerikaans acteur[4]
- Alan Ladd jr. (84), Amerikaans filmproducent[5]
- Jean-Pierre Pernaut (71), Frans journalist en tv-presentator[6]
- John Stahl (68), Schots acteur[7]
- Frédérick Tristan (90), Frans schrijver[8]

### 3 maart
- Angela Crow (86), Brits actrice[9]
- Bruce Johnstone (85), Zuid-Afrikaans autocoureur[10]
- Virry de Vries Robles (89), Nederlands Holocaustoverlevende[11]
- Dean Woods (55), Australisch wielrenner[12]

### 4 maart
- Anne Beaumanoir (98), Frans neurofysiologe en politiek activiste[13][14]
- Rod Marsh (74), Australisch cricketspeler[15]
- Mitch Ryan (88), Amerikaans acteur[16]
- Shane Warne (52), Australisch cricketspeler[17]
- Maryan Wisniewski (85), Frans voetballer[18]

### 5 maart
- Lynda Baron (82), Brits actrice en comédienne[19]
- John H de Bye (79), Surinaams medicus en schrijver[20]
- Agostino Cacciavillan (95), Italiaans kardinaal[21]
- Paul Hadermann (90), Belgisch essayist en hoogleraar[22]
- Antonio Martino (79), Italiaans politicus[23]
- Kees Schaepman (75), Nederlands journalist[24]
- Miquel Strubell i Trueta (72), Spaans sociolinguïst en hoogleraar[25]

### 6 maart
- Margit Korondi (89), Hongaars-Amerikaans turnster[26]
- Pau Riba (73), Spaans auteur en artiest[27]

### 7 maart
- Mia Ikumi (42), Japans mangaka[28]
- Mohammed Rafiq Tarar (92), Pakistaans politicus[29]
- Geneviève Ryckmans-Corin (92), Belgisch senator[30]
- Jan Welmers (84), Nederlands organist en componist[31]

### 8 maart
- Tomás Boy (70), Mexicaans voetballer en voetbaltrainer[32]
- René Clemencic (94), Oostenrijks componist[33]
- Grandpa Elliott (Elliot Small) (77), Amerikaans muzikant[34]
- Ad Havermans (87), Nederlands burgemeester[35]
- Ron Miles (58), Amerikaans jazzmuzikant[36]
- Isao Suzuki (89), Japans jazzcontrabassist[37]
- Harry Zevenbergen (57), Nederlands dichter en schrijver[38]

### 9 maart
- Richie Allen (86), Amerikaans gitarist, producent en songwriter[39]
- Justice Christopher (40), Nigeriaans voetballer[40]
- Yves Michalon (77), Frans schrijver en uitgever[41]

### 10 maart
- Emilio Delgado (81), Mexicaans-Amerikaans acteur, stemacteur en zanger[42]
- Jürgen Grabowski (77), Duits voetballer[43]
- Bobbie Nelson (91), Amerikaans pianiste en zangeres[44]
- Mario Terán (80), Boliviaans onderofficier die Che Guevara doodschoot[45]

### 11 maart
- Rupiah Banda (85), president van Zambia[46]
- Traci Braxton (50), Amerikaans zangeres[47]
- Frank De Coninck (77), Belgisch diplomaat en hofdignitaris[48]
- Hugo Draulans  (88), Belgisch politicus[49]
- Timmy Thomas (77), Amerikaans soulzanger en toetsenist[50]
- Martha Vonk-van Kalker (78), Nederlands politica[51]

### 12 maart
- Barry Bailey (73), Amerikaans gitarist[52]
- Otto Eschweiler (90), Duits diplomaat, politicus en econoom[53]
- Alain Krivine (80), Frans politicus[54]
- Jessica Williams (73), Amerikaans jazzmuzikante[55]

### 13 maart
- Erhard Busek (80), Oostenrijks politicus[56]
- Josse Denonville (90), Belgisch politica[57]
- Vic Elford (86), Brits autocoureur[58]
- William Hurt (71), Amerikaans acteur[59]
- Gaston Sporre (76), Nederlands sportbestuurder en topfunctionaris[60]

### 14 maart
- Charles Greene (76), Amerikaans atleet[61]
- Scott Hall (63), Amerikaans professioneel worstelaar[62]
- Akira Takarada (87), Japans acteur[63]
- Stephen Wilhite (74), Amerikaans informaticus[64]

### 15 maart
- Piet Bukman (88), Nederlands politicus[65]
- Liang-huan Lu (85), Taiwanees golfer[66]
- Eugene Parker (94), Amerikaans natuurkundige[67]

### 16 maart
- Egidius Braun (97), Duits sportbestuurder[68]
- Barbara Morrison (72), Amerikaans jazz- en blueszangeres[69]
- Kunimitsu Takahashi (82), Japans motor- en autocoureur[70]

### 17 maart
- Peter Bowles (85), Brits acteur[71]
- Clemens Cornielje (63), Nederlands bestuurder en politicus[72]
- Jaroslav Kurzweil (95), Tsjechisch wiskundige[73]
- Anthony Nash (85), Brits bobsleeër[74]
- Gerrit Noordzij (90), Nederlands typograaf en letterontwerper[75]
- Oksana Shvets (67), Oekraïens actrice[76]
- Jean Simonet (94), Belgisch atleet[77][noot 1]

### 18 maart
- Jaap Flier (88), Nederlands balletdanser en choreograaf[78]
- Chaim Kanievsky (94), Israëlisch rabbijn[79]
- Jopie Knol (96), Nederlands politica[80]
- Henk Post (74), Nederlands voetballer[81]
- Budi Tek (64), Indonesisch kunstverzamelaar en filantroop[82]
- Jeffrey Willems (53), Nederlands radio-dj[83]

### 19 maart
- Alan Hopgood (87), Australisch acteur[84]

### 20 maart
- Piet Paulusma (65), Nederlands weerman[85]
- Reine Wisell (80), Zweeds autocoureur[86]

### 21 maart
- Shinji Aoyama (57), Japans filmregisseur, scenarist en componist[87]
- Samuel Cabrera (61), Colombiaans wielrenner[88]
- Yvan Colonna (61), Frans politiek activist[89]
- Maggie Fox (65), Brits actrice[90]
- Nikolaj Osjanin (80), Russisch voetballer[91]

### 22 maart
- Oskar Höfinger (86), Oostenrijks beeldhouwer, schilder en tekenaar[92]
- Alain Pons (92), Frans filosoof en docent[93]
- Jacques Rougerie (90), Frans historicus[94]
- Frits Schrouff (82), Nederlands zakenman en voetbalclubeigenaar[95]

### 23 maart
- Madeleine Albright (84), Amerikaans politica[96]
- Karl van Hessen (84), Duits aristocraat[97]
- Henk Oostendorp (94), Nederlands hoogleraar en priester[98]

### 24 maart
- Kirk Baptiste (59), Amerikaans atleet[99]
- Paul de Casteljau (91), Frans wiskundige en natuurkundige[100]
- Denise Coffey (85), Brits actrice en comedian[101]
- Pacheco Domacassé (80), Curaçaos theatermaker en filmregisseur[102]
- Bert Ruiter (75), Nederlands basgitarist, producer en componist[103]

### 25 maart
- Taylor Hawkins (50), Amerikaans muzikant[104]
- Kathryn Hays (88), Amerikaans actrice[105]
- Bobby Hendricks (84), Amerikaans zanger[106]
- Gerda Rubinstein (90), Nederlands beeldhouwster[107]
- Nini Van der Auwera (93), Belgisch actrice[108]

### 26 maart
- Gianni Cavina (81), Italiaans acteur[109]
- Tina May (60), Brits jazzzangeres[110]
- Keaton Pierce (31), Amerikaans zanger[111]

### 27 maart
- Titus Buberník (88), Slowaaks voetballer[112]
- Ayaz Mütəllibov (83), president van Azerbeidzjan[113]
- Aleksandra Zabelina (85), Russisch schermster[114]

### 28 maart
- Naci Erdem (91), Turks voetballer[115]
- Antonios Naguib (87), Egyptisch kardinaal[116]

### 29 maart
- Paul Herman (76), Amerikaans acteur[117][118]
- Miep Koffrie (100), Nederlands verzetsstrijdster[119]
- Miguel Van Damme (28), Belgisch voetballer[120]

### 30 maart
- Egon Franke (86), Pools schermer[121]
- Frank González (68), Amerikaans muzikant[122][123]
- Leo Jansen (61), Nederlands voetballer[124][125]
- Tom Parker (33), Brits zanger[126]
- Willy Vanden Berghen (82), Belgisch wielrenner[127]
- Nathaniel Ian Wynter (67), Jamaicaans muzikant[128]
- John Zaritsky (79), Canadees filmregisseur[129]

### 31 maart
- Georgi Atanasov (88), Bulgaars politicus[130]
- Patrick Demarchelier (78), Frans modefotograaf[131]
- Fred Johnson (80), Amerikaans zanger[132]
- Victor Peuskens (81), Belgisch politicus[133]

### Datum onbekend
- Eva-Ingeborg Scholz (94), Duits actrice[134]

januari ·
februari ·
maart ·
april ·
mei ·
juni ·
juli ·
augustus ·
september ·
oktober ·
november ·
december
1900 ·
1901 ·
1902 ·
1903 ·
1904 ·
1905 ·
1906 ·
1907 ·
1908 ·
1909 ·
1910 ·
1911 ·
1912 ·
1913 ·
1914 ·
1915 ·
1916 ·
1917 ·
1918 ·
1919 ·
1920 ·
1921 ·
1922 ·
1923 ·
1924 ·
1925 ·
1926 ·
1927 ·
1928 ·
1929 ·
1930 ·
1931 ·
1932 ·
1933 ·
1934 ·
1935 ·
1936 ·
1937 ·
1938 ·
1939 ·
1940 ·
1941 ·
1942 ·
1943 ·
1944 ·
1945 ·
1946 ·
1947 ·
1948 ·
1949 ·
1950 ·
1951 ·
1952 ·
1953 ·
1954 ·
1955 ·
1956 ·
1957 ·
1958 ·
1959 ·
1960 ·
1961 ·
1962 ·
1963 ·
1964 ·
1965 ·
1966 ·
1967 ·
1968 ·
1969 ·
1970 ·
1971 ·
1972 ·
1973 ·
1974 ·
1975 ·
1976 ·
1977 ·
1978 ·
1979 ·
1980 ·
1981 ·
1982 ·
1983 ·
1984 ·
1985 ·
1986 ·
1987 ·
1988 ·
1989 ·
1990 ·
1991 ·
1992 ·
1993 ·
1994 ·
1995 ·
1996 ·
1997 ·
1998 ·
1999 ·
2000 ·
2001 ·
2002 ·
2003 ·
2004 ·
2005 ·
2006 ·
2007 ·
2008 ·
2009 ·
2010 ·
2011 ·
2012 ·
2013 ·
2014 ·
2015 ·
2016 ·
2017 ·
2018 ·
2019 ·
2020 ·
2021 ·
2022 ·
2023 ·
2024 ·
2025